# Wilnelia Merced
Wilnelia Merced-Forsyth sinh ngày 12 tháng 10 năm 1959 tại Caguas, Puerto Rico và trở thành người phụ nữ đầu tiên người Puerto Rico chiến thắng trong cuộc thi Hoa hậu Thế giới.
Merced phải đối mặt với một năm đầy khó khăn vì Hoa hậu Thế giới năm 1974 gặp phải nhiều tranh cãi từ người chiến thắng đến người thay thế Hoa hậu, và người chiến thắng của năm 1974 không thuyết phục được công chúng. Merced được hy vọng sẽ gây uy tín lại cho cuộc thi. Cô đi du lịch nhềiu nơi trong năm trị vì của mình và được mời đến El Salvador khi quốc gia này đang bị xung đột. Cô đã yêu quý nước Anh và coi đây sẽ là ngôi nhà tương lai của mình.
Sau khi hết nhiệm kỳ vào cuối năm 1976 cô đã ký hợp đồng với Ford Models ở New York và được dựng một poster khổ lớn tại Quảng Trường Thời Đại và cô đã gặp Bruce Forsyth khi cô có mặt trong đêm gala của cuộc thi Hoa hậu Thế giới năm 1980. Merced kết hôn với Forsyth năm 1983 và cô đã từ bỏ nghề người mẫu, họ có một người con trai sinh năm 1986.
Merced sống với chồng và con trai của họ, Jonathan Joseph tại Anh.
| Tứ đại Hoa hậu (1975)              | Tứ đại Hoa hậu (1975)            | Tứ đại Hoa hậu (1975)        | Tứ đại Hoa hậu (1975) |
| ---------------------------------- | -------------------------------- | ---------------------------- | --------------------- |
| Hoa hậu Hoàn vũ Anne Marie Pohtamo | Hoa hậu Thế giới Wilnelia Merced | Hoa hậu Quốc tế Lidija Manić | Hoa hậu Trái đất none |